# (920) Рогерия
(920) Рогерия (лат. Rogeria) — астероид главного пояса астероидов, принадлежащий к спектральному классу D. Астероид был открыт 1 сентября 1919 года немецким астрономом Карлом Рейнмутом в обсерватории Хайдельберг-Кёнигштуль, Германия. Астероид был назван женским именем, взятым из немецкого ежегодного календаря Lahrer hinkender Bote, и никак не связанным с современниками Рейнмута. Давать имена астероидам без привязки к конкретному человеку было обычной практикой астронома.

## Орбита и классификация
Орбита астероида лежит во внешней части главного пояса астероидов, имеет большую полуось 2,623 а. е. эксцентриситет 0,1 и наклон относительно эклиптики 11°. Эти параметры соответствуют крупному семейству кремнёвых астероидов Эвномии, но, основываясь на методе иерархической кластеризации и сильно отличающихся от остальных членов группы спектральных характеристик, астероид к данному семейству не относят.

## Физические характеристики

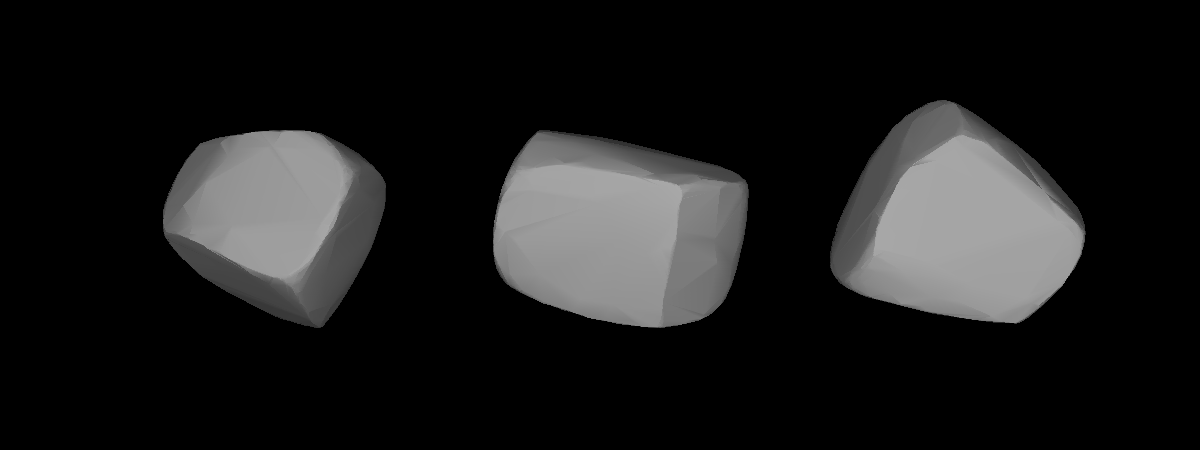
3D-модель формы астероида на основании кривых блеска

В классификации SMASS Рогерия относится к астероидам X-типа В этот тип попадают астероиды с характеристиками не соответствующим любому другому типу. По классификации Толена астероид относят к классу DTU. Он проявляет признаки спектрального класса D, спектрального класса Т и имеет особенности, не соответствующие другим классам.
На основании кривых блеска был рассчитан период вращения равный 12,2 часам. Разница звёздных величин на кривой составляет 0,31. Было установлено наличие двух осей вращения и несимметричной формы астероида.
Согласно данным наблюдения инфракрасных спутников IRAS, Akari и WISE астероид имеет диаметр между 22,03 и 29,683 км, а альбедо поверхности между 0,067 и 0,10.